# Tamsapor
Tamsapor, também chamado de Sabur Tamsabur, foi um oficial sassânida do século IV, ativo durante o reinado do xá Sapor II (r. 309–379).

## Nome
Tam é um termo em persa médio que significa "forte". O nome Xapur (Šapur) combina as palavras šāh (rei) pūr (filho), significando literalmente "filho do rei". Seu nome foi utilizado por vários reis e notáveis durante o Império Sassânida e além e deriva do persa antigo Quexaiatia.putra (*xšayaθiya.puθra). Pode ter sido um título, mas ao menos desde as últimas décadas do século II tornou-se um nome próprio. Foi registrado em parta (𐭔𐭇𐭉𐭐𐭅𐭇𐭓, šḥypwḥr) e persa médio (𐭱𐭧𐭯𐭥𐭧𐭥𐭩, šhpwr-y) como Xapur, em pálavi maniqueísta como Xabur (em parta: 𐫢𐫀𐫁𐫇𐫍𐫡, Š’bwhr), no livro pálavi como Xapur (šhpwhl), em armênio como Xapu (Շապուհ, Šapuh) e Xapur (Շապուրհ, Šapurh), em siríaco como Xabor (ܫܒܘܪ, Šāḇōr), em sogdiano como Xapur (š’p(‘)wr), em grego como Sapores (Σαπώρης, Sapṓrēs), Sabur (Σαβούρ, Saboúr) e Sabor (Σαβόρ, Sabór), em latim como Sapores e Sapor, em árabe como Assabur (الصبور, al-Sābūr) e em persa novo como Xapur (شاپور / شاه پور, Šāpur / Šāhpur), Xafur (شاهفور, Šahfur), etc.

## Vida
Tamsapor aparece pela primeira vez em 356-357, quando negociou a paz com o oficial Estratégio Musoniano. Na ocasião, aconselhou por carta o xá da possibilidade de negociar a paz com o imperador Constâncio II (r. 337–361), sobretudo porque Sapor estava em conflito com tribos nômades que habitavam as margens do Império Sassânida no Oriente. Em 359, reuniu-se secretamente com Antonino, que comprou propriedade próximo a fronteira com a Pérsia com essa finalidade, e recebeu informações do exército romano. Depois, Tamsapor e Noodares enviaram-no ao território romano para obter mais informações. No mesmo ano, após o cerco bem-sucedido de Amida, a esposa de Craugásio, falando com Sapor através de Tamsapor, pergunta-lhe se aceitaria proteger seu marido caso desertasse.